# Centre de stockage de Morsleben

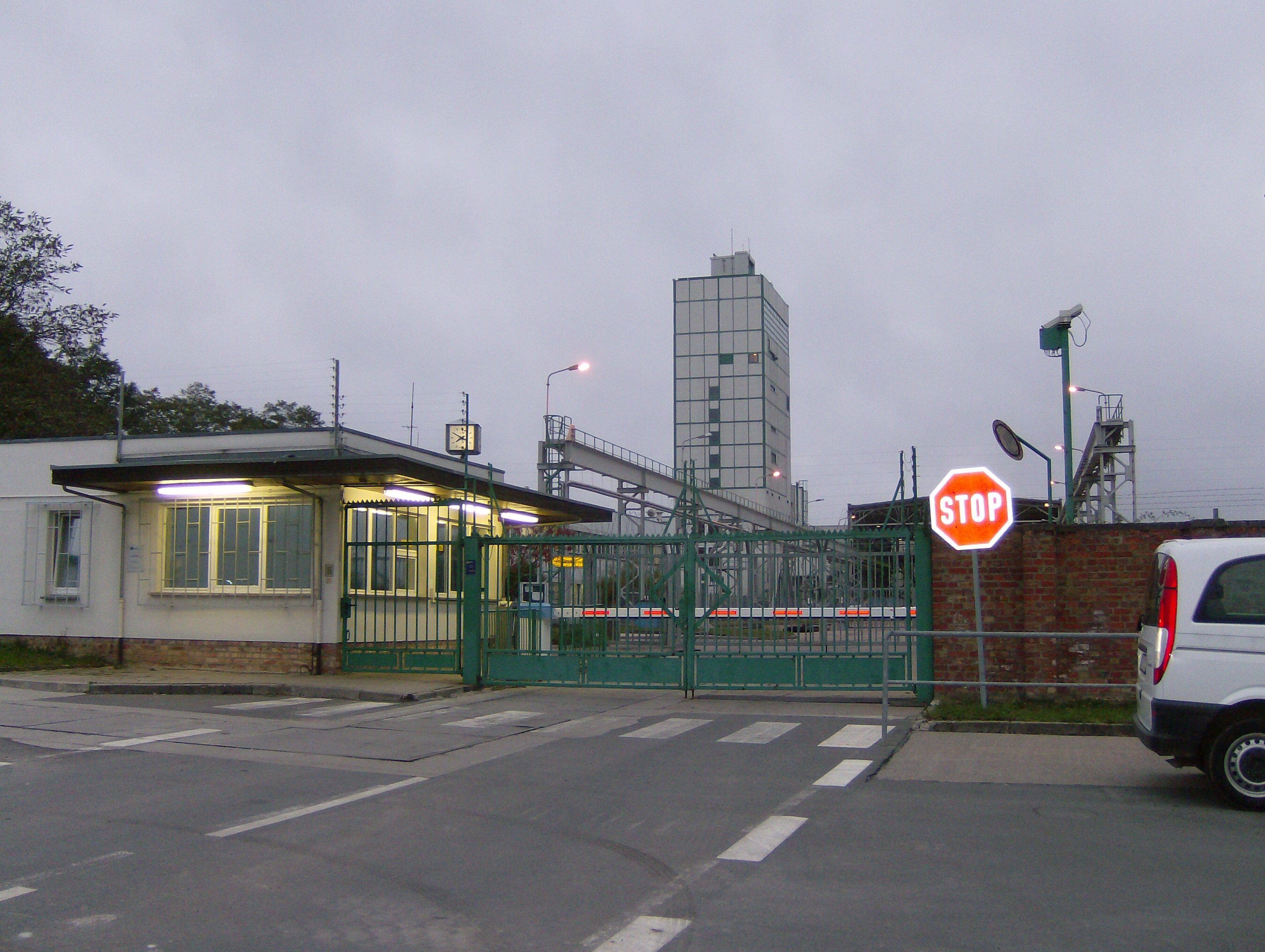
Entrée du centre de stockage de Morsleben.

Le centre de stockage de Morsleben est aménagé en 1971 dans l'ancienne mine de potasse et de sel de Bartensleben (dans l'arrondissement de la Börde, en Saxe-Anhalt). Depuis 2017, la mine est exploitée par l'agence fédérale pour le stockage (de). L'ancien exploitant de la mine est la société allemande pour la construction et l'exploitation de centre de stockage de déchets (en), au nom de l'Office fédéral de la protection contre les rayonnements ionisants (en).

## Histoire

### Exploitation de la potasse

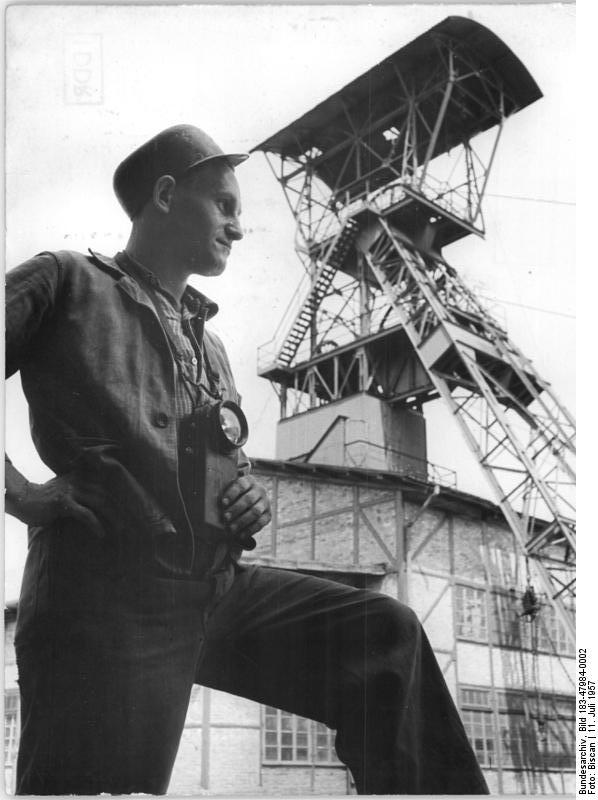
Puits Bartensleben en 1957.

L'exploitation du sel dans cette région commence il y a plus de cent ans. Le premier puits de potasse, le puits Marie, est creusé en 1897, et le puits Bartensleben est creusé entre 1910 et 1912. Le bâtiment de la mine est relié sous terre au puits Marie, autrefois indépendant, en maints endroits.

### Fabrication d'arme et camp de concentration
Entre février 1944 et avril 1945, des travailleurs forcés ainsi que des détenus de camp de concentration de Beendorf (à partir d'août 1944, on compte 2 500 femmes allemandes, soviétiques, polonaises et françaises du camp de concentration de Ravensbrück) doivent travailler dans le dôme de sel de Morsleben (voir aussi la liste des kommandos de Neuengamme). Ils sont forcés de produire des composants pour l'avion à réaction Messerschmitt Me 262 et les fusées V1 et V2 dans des tunnels souterrains, à une profondeur de plus de 400 mètres. Les puits souterrains « Marie » près de Beendorf et « Bartensleben » près de Morsleben reçoivent alors les dénominations « Bouledogue » et « Putois ».

### Centre de stockage pour déchets radioactifs
Après l'arrêt de l'exploitation du sel, la mine de sel de Bartensleben est choisie par le gouvernement de la RDA comme centre de stockage de déchets radioactifs.

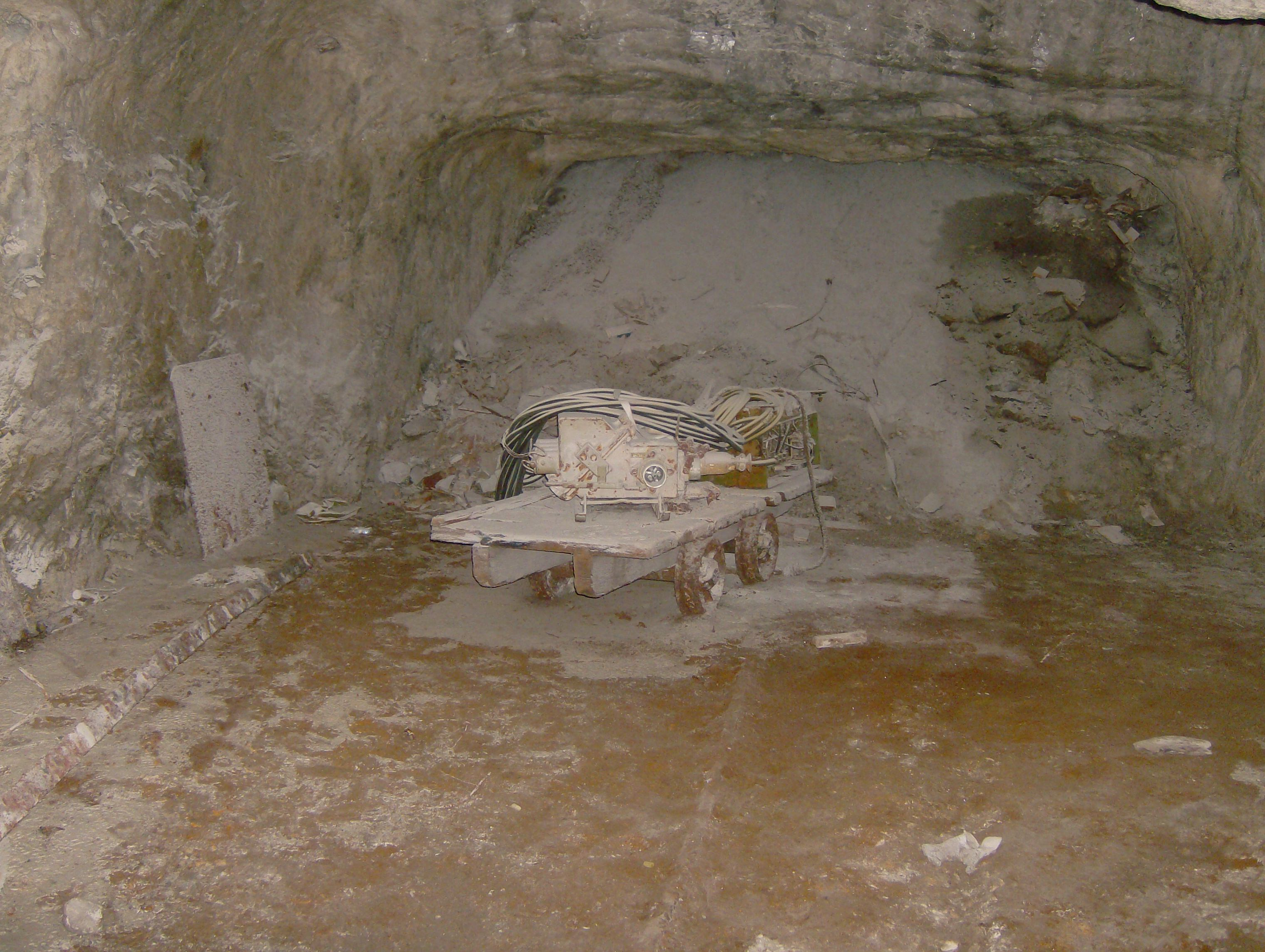
Wagonnet historique dans le dôme de sel de Morsleben, à une profondeur d'environ 375 mètres.

#### Autorisations dans la RDA
En 1965, le Staatliche Zentrale für Strahlenschutz (« Centre national de radioprotection ») de RDA (appelé plus tard Office d'État pour la sûreté nucléaire et la radioprotection (de)) commence la recherche d'un site central de stockage pour toutes les sortes de déchets nucléaires de la RDA. Au cours de cette recherche, dix sites sont retenus. Trois d'entre eux sont retenus pour la sélection finale, dont les puits Bartensleben (Morsleben) et Marie (Beendorf). Le choix de Morsleben comme site du futur « centre de stockage de la mine de Bartensleben » tombe en 1965. Outre le sel en tant que matériau, les critères importants sont la taille des cavités disponibles et la disponibilité de la mine. Le site est approuvé en 1972-1973.
La première autorisation partielle pour le stockage réversible de 500 mètres cubes de déchets radioactifs provenant du centre de stockage provisoire de Lohmen près de Dresde, qui déborde, a été accordée en 1971-1972. En raison de considérations économiques, les apports commencent avant même les mesures de conversion (permis de construire en 1974) de la mine de sel en centre de stockage. Dans les années suivantes, de petites quantités de matières radioactives sont stockées, bien que l'autorisation de mise en service ne soit accordée qu'en 1978-1979.
L'agrément temporaire pour l'exploitation continue est accordé le 20 juin 1981 et l'agrément devient illimité le 22 avril 1986. Une autorisation d'arrêt du centre de stockage, qui exige d'abord la preuve de la sûreté à long terme, n'est pas accordée. À la fin des années 1980, les préparatifs sont en cours pour une nouvelle phase d'autorisation, qui doit également permettre le stockage de matières  hautement radioactives. L'unification de la RDA et de la RFA a raison de cette autorisation, qui n'est pas accordée.

### Rapport avec Gorleben
La décision du ministre-président de Basse-Saxe de l'époque, Ernst Albrecht, de créer un centre de stockage de déchets radioactifs fédéral allemand à Gorleben constitue une décision manifestement politique dans le contexte de la Guerre froide inter-allemande. Comme le centre de stockage de la RDA à Morsleben est situé directement à la frontière de la RFA, de la même manière, le site de Gorleben est situé directement à la frontière de la RDA. Le géologue Gerd Lüttig, qui est à l'époque vice-président de l'Office de Basse-Saxe pour la recherche sur les sols, s'en souvient. D'après lui, Albrecht retient Gorleben « pour énerver les habitants de la zone Est ».

### Exploitation dans l'Allemagne réunie
Dans les années 1990, la ministre fédérale de l'environnement de l'époque, Angela Merkel (CDU), ne tient pas compte des avertissements des experts concernant le centre de stockage des déchets nucléaires de Morsleben, en Saxe-Anhalt, qui n'est pas sûr. Avant même la réunification, plusieurs experts doutent déjà de la sûreté de l'ancienne mine de sel. Dans les années 1990, les employés de l'Office fédéral de protection contre les radiations ionisants et du gouvernement de Saxe-Anhalt, eux aussi, ne considèrent pas l'installation comme apte au stockage permanent des déchets nucléaires.
Dans une lettre datée du 8 juin 1995 adressée au ministère de l'Environnement du Land, Merkel assure cependant qu'il n'y a « aucun déficit de sûreté ». Selon Der Spiegel, Merkel aurait ordonné, le 9 septembre 1997, que des fûts de déchets nucléaires pouvant atteindre 1 100 kilogrammes soient introduits dans la mine, malgré les réserves du Land. Selon le rapport, Merkel déclare qu'elle a fondé son évaluation sur les « conclusions du personnel techniquement responsable du Ministère fédéral de l'environnement et de l'Office fédéral de protection contre les rayonnements ionisants. »
En 1998, Angela Merkel, alors ministre de l'environnement, tente de faire adopter un amendement à la loi sur l'énergie atomique qui aurait rendu le droit de la RDA applicable au dépôt de Morsleben jusqu'en 2005, afin d'exploiter le centre sur la base de l'ancien droit, aussi longtemps que possible pour des raisons de coûts. La Cour administrative supérieure de Magdebourg fait droit à une plainte du Bund für Umwelt und Naturschutz Deutschland contre cette loi.

## Situation actuelle
Depuis l'arrêt du stockage des déchets nucléaires à Morsleben en 1998, le centre de stockage est stabilisé, à grands frais, car il est maintenant considéré comme présentant en grand danger d'effondrement. Le coût de la fermeture de la mine est estimé à 2,2 milliards d'euros. Le centre est actuellement géré par l'Office fédéral du stockage définitif (de), la surveillance réglementaire nucléaire est assurée par Office fédéral de la sûreté de la gestion des déchets nucléaires (de). L'autorité chargée de délivrer les licences pour les procédures de droit nucléaire est le ministère de l'Environnement de Saxe-Anhalt.

### Apports
Au cours de la première période d'apport, de 1971 à février 1991, environ 14 432 m3 de déchets de faible et moyenne activité et 6 227 sources de rayonnement scellées d'une activité totale d'environ 290 TBq sont stockés. Les déchets proviennent principalement des centrales nucléaires de Greifswald et de Rheinsberg et du réacteur de recherche de Rossendorf (de). Le reste était principalement constitué de sources de rayonnement et de préparations radioactives provenant d'applications de radionucléides dans la recherche, la médecine et l'industrie. Les déchets se composent de déchets solides, en particulier des déchets mélangés et des concentrés d'évaporateur solidifiés, à hauteur de 40 %, et de matières liquides, principalement aussi des concentrés d'évaporateur, à hauteur de 60 %.
Dans le cadre de la réunification allemande, le centre est repris par la République fédérale d'Allemagne. La responsabilité de la poursuite des opérations est transférée à l'Office fédéral de radioprotection contre les rayonnements ionisants. La licence, qui était illimitée jusqu'à ce moment, est limitée au 30 juin 2000 dans le traité d'unification. L'utilisation du centre est principalement encouragée par Gerald Hennenhöfer, qui dirige alors le département de la sûreté des réacteurs et de la radioprotection du ministère fédéral de l'environnement. Entre 1994 et 1998, environ 22 320 m3 de déchets radioactifs d'une activité totale de 0,08 TBq pour les émetteurs alpha et de 91 TBq pour les émetteurs bêta et gamma sont apportés à Morsleben. Les déchets proviennent désormais de tout le territoire fédéral allemand. Environ 88 % de ces déchets sont des déchets de l'exploitation des centrales nucléaires de Rheinsberg et de Greifswald, qui sont mises hors service en RDA. 3 % des déchets proviennent des points de collecte des déchets radioactifs des Länder et 9 % d'institutions de recherche et d'autres organismes tenus de les livrer. Ici aussi, il s'agissait principalement de déchets mixtes, de concentrés d'évaporateurs, de résines, de déchets pressés à haute pression et de sources de rayonnement scellées.
Au total, au moins 36 753 m3 de déchets de faible et moyenne activité sont stockés à Morsleben jusqu'à la fin des opérations de stockage en 1998 (y compris la période précédant la réunification). En outre, il y a au moins 6 621 sources de rayonnement scellées (6 892 sont mentionnés par d'autres sources). L'activité radiologique totale s'élèverait à environ 380 TBq.

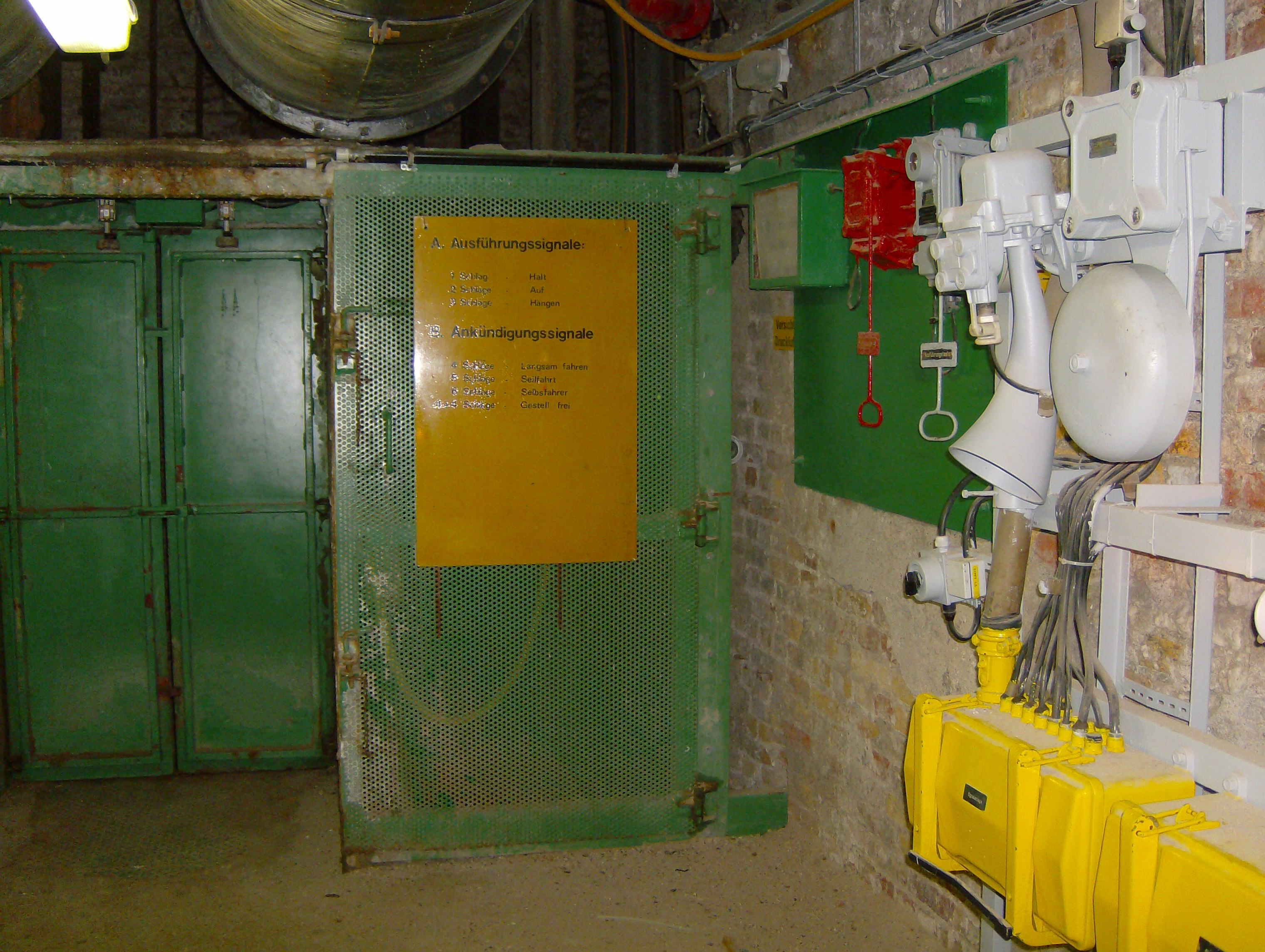
Zone de remblai dans le puits de Morsleben à environ 375 m de profondeur.

### Fermeture
La demande présentée le 13 octobre 1992 au ministère de l'Environnement de Saxe-Anhalt en vue de l'ouverture d'une procédure de planification conformément à l'article 9b de la loi sur l'énergie atomique pour la poursuite de l'exploitation au-delà du 30 juin 2000 a été circonscrite, le 9 mai 1997, à la fermeture du centre de stockage de Morsleben.
Le 17 avril 2001, l'Office fédéral de radioprotection renonce irrévocablement, vis-à-vis de l'autorité de planification, à l'utilisation des dispositions d'autorisation d'exploitation permanente, qui permettent l'acceptation de nouveaux déchets radioactifs et leur stockage dans le centre de Morsleben.
En septembre 2005, l'Office fédéral de radioprotection soumet les documents de conception, tels que le plan de démantèlement du centre de stockage et les documents pour l'évaluation des incidences sur l'environnement à l'autorité compétente du Land de Saxe-Anhalt, le ministère de l'Agriculture et de l'Environnement du Land. La participation du public commence en octobre 2009 et se termine le 21 décembre 2009. Ce sont 12 000 objections, essentiellement des objections collectives, qui sont soumises à cette date. Le 13 octobre 2011 débute la discussion orale des objections.
La mine est actuellement exploitée en régime de maintien. Un permis de fermeture était attendu en 2014-2015 ; le remblaiement devrait prendre 15 à 20 ans.
La mine est partiellement remblayée ou stabilisée avec du béton dit salé, un mélange d'environ 40 % de sel, du sel minier fourni par la saline de potasse de Zielitz, du ciment, de la poudre de calcaire, du sable et de l'eau saturée en sel.

## Critique
Les critiques de Morsleben accusent l'Office fédéral de protection contre les rayonnements ionisants de manœuvres dilatoires, car la fermeture n'avance pas depuis des années. Début 2004, les organisations de protection de l'environnement associées au réseau de Morsleben demandent la publication de rapports intérimaires concernant les concepts de fermeture actuels de l'Office fédéral. Mais l'Office fédéral le refuse.